# Manchester United Football Club 2010-2011
Questa voce raccoglie le informazioni riguardanti il Manchester United Football Club nelle competizioni ufficiali della stagione 2010-2011.

## Stagione
Nella stagione 2010-2011 il Manchester United partecipa alla FA Premier League, il massimo livello del campionato, e alla UEFA Champions League.

## Maglie e sponsor
Lo sponsor ufficiale è Aon, dopo quattro stagioni con l'AIG.
| Casa | Trasferta | Terza divisa |

## Rosa
Dati aggiornati al 10 febbraio 2011
| N. |                          | Ruolo | Calciatore                |
| -- | ------------------------ | ----- | ------------------------- |
| 1  | Paesi Bassi (bandiera)   | P     | Edwin Van Der Sar         |
| 3  | Francia (bandiera)       | D     | Patrice Evra              |
| 4  | Inghilterra (bandiera)   | C     | Owen Hargreaves           |
| 5  | Inghilterra (bandiera)   | D     | Rio Ferdinand             |
| 6  | Inghilterra (bandiera)   | D     | Wes Brown                 |
| 7  | Inghilterra (bandiera)   | A     | Michael Owen              |
| 8  | Brasile (bandiera)       | C     | Anderson                  |
| 9  | Bulgaria (bandiera)      | A     | Dimităr Berbatov          |
| 10 | Inghilterra (bandiera)   | A     | Wayne Rooney              |
| 11 | Galles (bandiera)        | C     | Ryan Giggs (vicecapitano) |
| 12 | Inghilterra (bandiera)   | D     | Chris Smalling            |
| 13 | Corea del Sud (bandiera) | C     | Park Ji-sung              |
| 14 | Messico (bandiera)       | A     | Javier Hernández          |
| 15 | Serbia (bandiera)        | D     | Nemanja Vidić (capitano)  |
| 16 | Inghilterra (bandiera)   | C     | Michael Carrick           |
| 17 | Portogallo (bandiera)    | C     | Nani                      |

| N. |                             | Ruolo | Calciatore            |
| -- | --------------------------- | ----- | --------------------- |
| 18 | Inghilterra (bandiera)      | C     | Paul Scholes          |
| 20 | Brasile (bandiera)          | D     | Fábio                 |
| 21 | Brasile (bandiera)          | D     | Rafael                |
| 22 | Irlanda (bandiera)          | D     | John O'Shea           |
| 23 | Irlanda del Nord (bandiera) | D     | Jonny Evans           |
| 24 | Scozia (bandiera)           | C     | Darren Fletcher       |
| 25 | Ecuador (bandiera)          | C     | Luis Antonio Valencia |
| 26 | Francia (bandiera)          | C     | Gabriel Obertan       |
| 28 | Irlanda (bandiera)          | C     | Darron Gibson         |
| 29 | Polonia (bandiera)          | P     | Tomasz Kuszczak       |
| 33 | Portogallo (bandiera)       | A     | Bebé                  |
| 34 | Danimarca (bandiera)        | P     | Anders Lindegaard     |
| 37 | Inghilterra (bandiera)      | C     | Robert Brady          |
| 45 | Inghilterra (bandiera)      | D     | Oliver Gill           |
| 47 | Irlanda del Nord (bandiera) | C     | Oliver Norwood        |
| 49 | Inghilterra (bandiera)      | C     | Ravel Morrison        |

## Calciomercato

### Sessione estiva(dall'1/7 all'1/9)
| Acquisti | Acquisti         | Acquisti          | Acquisti                   |
| R.       | Nome             | da                | Modalità                   |
| -------- | ---------------- | ----------------- | -------------------------- |
| D        | Chris Smalling   | Fulham            | definitivo (8 milioni €)   |
| A        | Javier Hernández | Guadalajara       | definitivo (7,5 milioni €) |
| A        | Bebé             | Vitória Guimarães | definitivo (8,8 milioni €) |

| Cessioni | Cessioni          | Cessioni      | Cessioni                  |
| R.       | Nome              | a             | Modalità                  |
| -------- | ----------------- | ------------- | ------------------------- |
| P        | Tom Heaton        | Cardiff City  | definitivo (0 €)          |
| C        | Zoran Tošić       | CSKA Mosca    | definitivo (10 milioni €) |
| P        | Ron-Robert Zieler | Hannover 96   | definitivo (0 €)          |
| A        | Febian Brandy     |               | svincolato                |
| C        | Sam Hewson        |               | svincolato                |
| D        | Scott Moffatt     |               | svincolato                |
| D        | David Gray        | Preston N.E.  | definitivo (0 €)          |
| D        | Craig Cathcart    | Blackpool     | definitivo                |
| C        | Rodrigo Possebon  | Santos        | definitivo                |
| C        | Matthew James     | Preston N.E.  | prestito                  |
| C        | Cameron Stewart   | Yeovil Town   | prestito                  |
| D        | James Chester     | Carlisle Utd  | prestito                  |
| C        | Danny Drinkwater  | Cardiff City  | prestito                  |
| A        | Mame Biram Diouf  | Blackburn     | prestito                  |
| A        | Joshua King       | Preston N.E.  | prestito                  |
| A        | Danny Welbeck     | Sunderland    | prestito                  |
| C        | Tom Cleverley     | Wigan         | prestito                  |
| C        | Oliver Norwood    | Carlisle Utd  | prestito                  |
| D        | Ritchie De Laet   | Sheffield Utd | prestito                  |
| A        | Nicky Ajose       | Bury          | prestito                  |

## Risultati

### Community Shield
| Arbitro: | Andre Marriner |

|           |           |                                           |
| Kalou 83’ | Marcatori | 41’ Valencia 76’ Hernández 90+2’ Berbatov |

### Premier League
| Arbitro: | Foy |

|                                     |           |  |
| Berbatov 33’ Fletcher 41’ Giggs 85’ | Marcatori |  |

| Arbitro: | Peter Walton |

|                          |           |                                  |
| Davies 57’ Hangeland 89’ | Marcatori | 11’ Scholes 84’ (aut.) Hangeland |

| Arbitro: | Mark Clattenburg |

|                                         |           |  |
| Rooney 33’ (rig.) Nani 50’ Berbatov 69’ | Marcatori |  |

| Arbitro: | Martin Atkinson |

|                                   |           |                                     |
| Pienaar 39’ Cahill 90’ Arteta 90’ | Marcatori | 43’ Fletcher 47’ Vidić 66’ Berbatov |

| Arbitro: | Howard Webb |

|                        |           |                         |
| Berbatov 42’, 59’, 84’ | Marcatori | 64’ (rig.), 70’ Gerrard |

| Arbitro: | Phil Dowd |

|                      |           |                   |
| Knight 5’ Petrov 67’ | Marcatori | 22’ Nani 74’ Owen |

| Sunderland 2 ottobre 2010, ore 15:15 BST 7ª giornata | Sunderland | 0 – 0 referto | Manchester Utd | Stadium of Light (41 709 spett.)\| Arbitro: \| Foy \| |
| Arbitro:                                             | Foy        |               |                |                                                       |

| Arbitro: | Mike Jones |

|                       |           |                            |
| Hernández 5’ Nani 25’ | Marcatori | 49’ (aut.) Evra 54’ Tchoyi |

| Arbitro: | Andre Marriner |

|           |           |                    |
| Şanlı 81’ | Marcatori | 26’, 85’ Hernández |

| Arbitro: | Mark Clattenburg |

|                    |           |  |
| Vidić 30’ Nani 84’ | Marcatori |  |

| Arbitro: | Phil Dowd |

|               |           |                  |
| Park 45’, 90’ | Marcatori | 65’ Ebanks-Blake |

| Manchester 10 novembre 2010, ore 20:00 BST 12ª giornata | Manchester City | 0 – 0 referto | Manchester United | City of Manchester Stadium (47.679 spett.)\| Arbitro: \| Chris Foy \| |
| Arbitro:                                                | Chris Foy       |               |                   |                                                                       |

| Arbitro: | Mike Dean |

|                                 |           |                       |
| Young 72’ (rig.) Albrighton 75’ | Marcatori | 80’ Macheda 84’ Vidić |

| Arbitro: | Martin Atkinson |

|                        |           |  |
| Evra 45’ Hernández 76’ | Marcatori |  |

| Arbitro: | Lee Probert |

|                                                   |           |           |
| Berbatov 1’, 27’, 47’, 61’, 69’ Park 23’ Nani 48’ | Marcatori | 83’ Samba |

| Arbitro: | Howard Webb |

|          |           |  |
| Park 40’ | Marcatori |  |

| Arbitro: | Dowd |

|                  |           |  |
| Berbatov 4’, 57’ | Marcatori |  |

| Arbitro: | Lee Mason |

|            |           |              |
| Bowyer 89’ | Marcatori | 58’ Berbatov |

| Arbitro: | Chris Foy |

|              |           |                         |
| Morrison 14’ | Marcatori | 2’ Rooney 75’ Hernández |

| Arbitro: | Mark Clattenburg |

|                        |           |               |
| Hernández 26’ Nani 61’ | Marcatori | 50’ Whitehead |

| Londra 16 gennaio 2011, ore 16:10 BST 23ª giornata | Tottenham | 0 – 0 referto | Manchester United | White Hart Lane (35.828 spett.)\| Arbitro: \| Mike Dean \| |
| Arbitro:                                           | Mike Dean |               |                   |                                                            |

| Arbitro: | Mike Jones |

|                                          |           |  |
| Berbatov 2’, 31’, 52’ Giggs 45’ Nani 75’ | Marcatori |  |

| Arbitro: | Peter Walton |

|                           |           |                                 |
| Cathcart 15’ Campbell 43’ | Marcatori | 72’, 87’ Berbatov 74’ Hernández |

| Arbitro: | Chris Foy |

|                          |           |          |
| Rooney 1’, 45’ Vidić 63’ | Marcatori | 58’ Bent |

| Arbitro: | Michael Oliver |

|                       |           |         |
| Elokobi 10’ Doyle 39’ | Marcatori | 3’ Nani |

| Arbitro: | Andre Marriner |

|                     |           |           |
| Nani 40’ Rooney 77’ | Marcatori | 64’ Silva |

| Arbitro: | Mark Clattenburg |

|  |           |                                         |
|  | Marcatori | 16’, 74’ Hernández 83’ Rooney 86’ Fábio |

| Arbitro: | Martin Atkinson |

|                            |           |            |
| David Luiz 54’ Lampard 79’ | Marcatori | 29’ Rooney |

| Arbitro: | Phil Dowd |

|                    |           |               |
| Kuyt 33’, 39’, 64’ | Marcatori | 90’ Hernández |

| Arbitro: | Andre Marriner |

|              |           |  |
| Berbatov 87’ | Marcatori |  |

| Arbitro: | Lee Mason |

|                |           |                                    |
| Noble 11’, 24’ | Marcatori | 64’, 73’, 79’ Rooney 84’ Hernández |

| Arbitro: | Mike Jones |

|                           |           |  |
| Berbatov 11’ Valencia 31’ | Marcatori |  |

| Newcastle 19 aprile 2011, ore 19:45 BST 33ª giornata | Newcastle Utd | 0 – 0 referto | Manchester Utd | St James' Park (49 025 spett.)\| Arbitro: \| Probert \| |
| Arbitro:                                             | Probert       |               |                |                                                         |

| Arbitro: | Peter Walton |

|               |           |  |
| Hernández 83’ | Marcatori |  |

| Arbitro: | Chris Foy |

|            |           |  |
| Ramsey 56’ | Marcatori |  |

| Arbitro: | Howard Webb |

|                        |           |             |
| Hernández 1’ Vidić 23’ | Marcatori | 68’ Lampard |

| Arbitro: | Phil Dowd |

|             |           |                   |
| Emerton 19’ | Marcatori | 72’ (rig.) Rooney |

| Arbitro: | Mike Dean |

|                                                 |           |                              |
| Park 21’ Anderson 62’ Evatt 74’ (aut.) Owen 81’ | Marcatori | 40’ Adam 57’ Taylor-Fletcher |

### Champions League

#### Fase a Gironi
| Manchester 14 settembre 2010, ore 20:45 CEST 1ª giornata | Manchester United    | 0 – 0 referto | Rangers | Old Trafford (74.408 spett.)\| Arbitro: \| Olegário Benquerença \| |
| Arbitro:                                                 | Olegário Benquerença |               |         |                                                                    |

| Arbitro: | Viktor Kassai |

|  |           |               |
|  | Marcatori | 85’ Hernández |

| Arbitro: | Gianluca Rocchi |

|         |           |  |
| Nani 7’ | Marcatori |  |

| Arbitro: | Wolfgang Stark |

|  |           |                                   |
|  | Marcatori | 48’ Fletcher 73’ Obertan 77’ Bebé |

| Arbitro: | Massimo Busacca |

|  |           |                   |
|  | Marcatori | 87’ (rig.) Rooney |

| Arbitro: | Pedro Proença |

|              |           |           |
| Anderson 62’ | Marcatori | 32’ Pablo |

#### Ottavi di finale
| Marsiglia 23 febbraio 2011, ore 20:45 CET | O. Marsiglia | 0 – 0 referto | Manchester United | Stadio Vélodrome\| Arbitro: \| Felix Brych \| |
| Arbitro:                                  | Felix Brych  |               |                   |                                               |

| Arbitro: | Carlos Velasco Carballo |

|                   |           |                  |
| Hernández 5’, 75’ | Marcatori | 82’ (aut.) Brown |

#### Quarti di finale
| Arbitro: | Alberto Undiano Mallenco |

|  |           |            |
|  | Marcatori | 24’ Rooney |

| Arbitro: | Olegário Benquerença |

|                        |           |            |
| Hernández 43’ Park 78’ | Marcatori | 77’ Drogba |

#### Semifinali
| Arbitro: | Carlos Velasco Carballo |

|  |           |                      |
|  | Marcatori | 67’ Giggs 69’ Rooney |

| Arbitro: | Pedro Proença |

|                                           |           |            |
| Valencia 26’ Gibson 31’ Anderson 72’, 76’ | Marcatori | 35’ Jurado |

#### Finale
| Arbitro: | Viktor Kassai |

|                               |           |            |
| Pedro 27’ Messi 54’ Villa 69’ | Marcatori | Rooney 34’ |

### League Cup
| Arbitro: | Mike Dean |

|                         |           |                                                |
| Wright 18’ Woolford 90’ | Marcatori | 23’ Gibson 36’ Smalling 49’, 71’ Owen 54’ Park |

| Arbitro: | Lee Stephen |

|                                 |           |                             |
| Bebé 56’ Park 70’ Hernández 90’ | Marcatori | 60’ Elokobi 76’ Kevin Foley |

| Arbitro: | Clattenburg |

|                                |           |  |
| Spector 22’, 37’ Cole 56’, 66’ | Marcatori |  |

### FA Cup
| Arbitro: | Webb |

|                 |           |  |
| Giggs 2’ (rig.) | Marcatori |  |

| Southampton 29 gennaio 2011, ore 18:00 GMT Quarto turno              | Southampton | 1 – 2                  | Manchester United | St Mary's Stadium (28.792 spett.) |
| \| \| \| \| \| Chaplow 45’ \| Marcatori \| 65’ Owen 75’ Hernández \| |             |                        |                   |                                   |
|                                                                      |             |                        |                   |                                   |
| Chaplow 45’                                                          | Marcatori   | 65’ Owen 75’ Hernández |                   |                                   |

| Manchester 19 febbraio 2011, ore 17:00 GMT Quinto turno | Manchester United | 1 – 0 | Crawley Town | Old Trafford (74.778 spett.) |
| \| \| \| \| \| Brown 28’ \| Marcatori \| \|             |                   |       |              |                              |
|                                                         |                   |       |              |                              |
| Brown 28’                                               | Marcatori         |       |              |                              |

| Arbitro: | Chris Foy |

|                      |           |  |
| Fábio 28’ Rooney 49’ | Marcatori |  |

| Arbitro: | Mike Dean |

|              |           |  |
| Y. Touré 52’ | Marcatori |  |

## Statistiche

### Statistiche di squadra
| Competizione        | Punti | In casa | In casa | In casa | In casa | In casa | In casa | In trasferta | In trasferta | In trasferta | In trasferta | In trasferta | In trasferta | Totale | Totale | Totale | Totale | Totale | Totale | DR  |
| Competizione        | Punti | G       | V       | N       | P       | Gf      | Gs      | G            | V            | N            | P            | Gf           | Gs           | G      | V      | N      | P      | Gf     | Gs     | DR  |
| ------------------- | ----- | ------- | ------- | ------- | ------- | ------- | ------- | ------------ | ------------ | ------------ | ------------ | ------------ | ------------ | ------ | ------ | ------ | ------ | ------ | ------ | --- |
| Premier League      | 80    | 19      | 18      | 1       | 0       | 49      | 12      | 19           | 5            | 10           | 4            | 29           | 25           | 38     | 23     | 11     | 4      | 78     | 37     | +41 |
| FA Cup              | -     | 3       | 3       | 0       | 0       | 4       | 0       | 2            | 1            | 0            | 1            | 2            | 2            | 5      | 4      | 0      | 1      | 6      | 2      | +4  |
| Football League Cup | -     | 1       | 1       | 0       | 0       | 3       | 2       | 2            | 1            | 0            | 1            | 5            | 6            | 3      | 2      | 0      | 1      | 8      | 8      | +0  |
| Champions League    | 14    | 6       | 4       | 2       | 0       | 10      | 4       | 7            | 5            | 1            | 1            | 9            | 3            | 13     | 9      | 3      | 1      | 19     | 7      | +12 |
| Community Shield    | -     | -       | -       | -       | -       | -       | -       | 1            | 1            | 0            | 0            | 3            | 1            | 1      | 1      | 0      | 0      | 3      | 1      | +2  |
| Totale              | -     | 29      | 26      | 3       | 0       | 66      | 18      | 31           | 13           | 11           | 7            | 48           | 37           | 60     | 39     | 14     | 7      | 114    | 55     | +59 |

### Statistiche dei giocatori
| Giocatore      | Premier League | Premier League | Premier League | Premier League | FA Cup+League Cup | FA Cup+League Cup | FA Cup+League Cup | FA Cup+League Cup | Champions League | Champions League | Champions League | Champions League | Community Shield | Community Shield | Community Shield | Community Shield | Totale   | Totale | Totale      | Totale     |
| Giocatore      | Presenze       | Reti           | Ammonizioni    | Espulsioni     | Presenze          | Reti              | Ammonizioni       | Espulsioni        | Presenze         | Reti             | Ammonizioni      | Espulsioni       | Presenze         | Reti             | Ammonizioni      | Espulsioni       | Presenze | Reti   | Ammonizioni | Espulsioni |
| -------------- | -------------- | -------------- | -------------- | -------------- | ----------------- | ----------------- | ----------------- | ----------------- | ---------------- | ---------------- | ---------------- | ---------------- | ---------------- | ---------------- | ---------------- | ---------------- | -------- | ------ | ----------- | ---------- |
| B. Amos        | 0              | 0              | 0              | 0              | 0+1               | -0+-2             | 0+0               | 0+0               | 1                | -1               | 0                | 0                | 0                | 0                | 0                | 0                | 2        | -3     | 0           | 0          |
| Anderson       | 18             | 1              | 2              | 0              | 4+2               | 0+0               | 1+0               | 0+0               | 6                | 3                | 2                | 0                | 1                | 0                | 1                | 0                | 31       | 4      | 6           | 0          |
| Bebé           | 1              | 0              | 0              | 0              | 1+3               | 0+1               | 0+0               | 0+0               | 1                | 0                | 0                | 0                | 0                | 0                | 0                | 0                | 6        | 1      | 0           | 0          |
| Berbatov       | 32             | 21             | 1              | 0              | 2+0               | 0+0               | 0+0               | 0+0               | 7                | 0                | 0                | 0                | 1                | 1                | 0                | 0                | 42       | 22     | 1           | 0          |
| W. Brown       | 7              | 0              | 2              | 0              | 3+3               | 1+0               | 1+0               | 0+0               | 2                | 0                | 0                | 0                | 0                | 0                | 0                | 0                | 15       | 1      | 3           | 0          |
| M. Carrick     | 28             | 0              | 1              | 0              | 3+1               | 0+0               | 0+0               | 0+0               | 11               | 0                | 1                | 0                | 1                | 0                | 0                | 0                | 44       | 0      | 2           | 0          |
| T. Cleverley   | 0              | 0              | 0              | 0              | 0+0               | 0+0               | 0+0               | 0+0               | 0                | 0                | 0                | 0                | 1                | 0                | 0                | 0                | 1        | 0      | 0           | 0          |
| R. De Laet     | 0              | 0              | 0              | 0              | 0+0               | 0+0               | 0+0               | 0+0               | 0                | 0                | 0                | 0                | 0                | 0                | 0                | 0                | 0        | 0      | 0           | 0          |
| C. Evans       | 0              | 0              | 0              | 0              | 0+0               | 0+0               | 0+0               | 0+0               | 0                | 0                | 0                | 0                | 0                | 0                | 0                | 0                | 0        | 0      | 0           | 0          |
| J. Evans       | 13             | 0              | 2              | 1              | 2+2               | 0+0               | 0+0               | 0+0               | 3                | 0                | 0                | 0                | 1                | 0                | 0                | 0                | 21       | 0      | 2           | 1          |
| P. Evra        | 35             | 1              | 1              | 0              | 3+0               | 0+0               | 0+0               | 0+0               | 10               | 0                | 1                | 0                | 0                | 0                | 0                | 0                | 48       | 1      | 2           | 0          |
| Fábio          | 11             | 1              | 2              | 0              | 4+2               | 1+0               | 0+0               | 0+0               | 7                | 0                | 1                | 0                | 1                | 0                | 0                | 0                | 25       | 2      | 3           | 0          |
| R. Ferdinand   | 19             | 0              | 0              | 0              | 2+1               | 0+0               | 0+0               | 0+0               | 7                | 0                | 0                | 0                | 0                | 0                | 0                | 0                | 29       | 0      | 0           | 0          |
| D. Fletcher    | 26             | 2              | 3              | 0              | 2+1               | 1+0               | 0+0               | 0+0               | 7                | 1                | 0                | 0                | 1                | 0                | 0                | 0                | 37       | 4      | 3           | 0          |
| D. Gibson      | 12             | 0              | 3              | 0              | 3+2               | 0+1               | 0+1               | 0+0               | 3                | 1                | 1                | 0                | 0                | 0                | 0                | 0                | 20       | 2      | 5           | 0          |
| R. Giggs       | 25             | 2              | 5              | 0              | 3+1               | 1+0               | 0+0               | 0+0               | 8                | 1                | 1                | 0                | 1                | 0                | 0                | 0                | 38       | 4      | 6           | 0          |
| O. Hargreaves  | 1              | 0              | 0              | 0              | 0+0               | 0+0               | 0+0               | 0+0               | 0                | 0                | 0                | 0                | 0                | 0                | 0                | 0                | 1        | 0      | 0           | 0          |
| J. Hernández   | 27             | 13             | 5              | 0              | 5+3               | 1+1               | 0+0               | 0+0               | 9                | 4                | 1                | 0                | 1                | 1                | 0                | 0                | 45       | 20     | 6           | 0          |
| T. Kuszczak    | 5              | 0              | 0              | 0              | 1+2               | -0+-6             | 0+0               | 0+0               | 2                | 0                | 0                | 0                | 0                | 0                | 0                | 0                | 10       | -6     | 0           | 0          |
| F. Macheda     | 7              | 1              | 0              | 0              | 0+3               | 0+0               | 0+0               | 0+0               | 2                | 0                | 0                | 0                | 0                | 0                | 0                | 0                | 12       | 1      | 0           | 0          |
| Nani           | 33             | 9              | 1              | 0              | 3+0               | 0+0               | 0+0               | 0+0               | 12               | 1                | 1                | 0                | 1                | 0                | 0                | 0                | 49       | 10     | 2           | 0          |
| G. Neville     | 3              | 0              | 1              | 0              | 0+1               | 0+0               | 0+0               | 0+0               | 0                | 0                | 0                | 0                | 0                | 0                | 0                | 0                | 4        | 0      | 1           | 0          |
| G. Obertan     | 7              | 0              | 0              | 0              | 2+3               | 0+0               | 0+0               | 0                 | 3                | 1                | 0                | 0                | 0                | 0                | 0                | 0                | 15       | 1      | 0           | 0          |
| J. O'Shea      | 20             | 0              | 1              | 0              | 4+1               | 0+0               | 0+0               | 0+0               | 6                | 0                | 1                | 0                | 1                | 0                | 0                | 0                | 32       | 0      | 2           | 0          |
| M. Owen        | 11             | 2              | 1              | 0              | 2+1               | 1+2               | 0+0               | 0+0               | 2                | 0                | 0                | 0                | 1                | 0                | 0                | 0                | 17       | 5      | 1           | 0          |
| Park J.S.      | 15             | 5              | 1              | 0              | 1+2               | 0+2               | 0+0               | 0+0               | 9                | 1                | 0                | 0                | 1                | 0                | 0                | 0                | 28       | 8      | 1           | 0          |
| Rafael         | 16             | 0              | 2              | 1              | 3+2               | 0+0               | 0+0               | 0                 | 7                | 0                | 0                | 0                | 0                | 0                | 0                | 0                | 28       | 0      | 2           | 1          |
| W. Rooney      | 28             | 11             | 5              | 0              | 2+0               | 1+0               | 1+0               | 0+0               | 9                | 4                | 0                | 0                | 1                | 0                | 0                | 0                | 40       | 16     | 6           | 0          |
| P. Scholes     | 22             | 1              | 9              | 0              | 3+0               | 0+0               | 1+0               | 0+0               | 0                | 0                | 0                | 0                | 1                | 0                | 0                | 0                | 26       | 1      | 10          | 0          |
| C. Smalling    | 16             | 0              | 0              | 0              | 4+3               | 0+1               | 0+0               | 0+0               | 9                | 0                | 0                | 0                | 1                | 0                | 0                | 0                | 33       | 1      | 0           | 0          |
| L. Valencia    | 10             | 1              | 1              | 0              | 2+0               | 0+0               | 0+0               | 0+0               | 7                | 1                | 1                | 0                | 1                | 1                | 0                | 0                | 20       | 3      | 2           | 0          |
| N. Vidić       | 35             | 5              | 6              | 1              | 2+0               | 0+0               | 0+0               | 0+0               | 9                | 0                | 1                | 0                | 1                | 0                | 0                | 0                | 47       | 5      | 7           | 1          |
| E. van der Sar | 33             | -32            | 1              | 0              | 2+0               | -1+-1             | 0+0               | 0+0               | 10               | -6               | 1                | 0                | 1                | -1               | 0                | 0                | 46       | -41    | 2           | 0          |